# جایزه داستان واقعی
«جایزه‌ی داستان واقعی» اولین جایزه‌ی جهانی خبرنگاری محسوب می‌شود. این جایزه از سال ۲۰۱۹ در سوئیس پایه‌گذاری شد.
جوایز از طرف یک بنیاد مستقل اعطا شده و گزارش‌هایی را از ۱۲ زبان مختلف مقایسه و آن‌هایی را تقدیر می‌کند‌ که از لحاظ پیگیری و تحقیق مصرانه، کیفیت روزنامه‌نگاری و اهمیت اجتماعی برجسته باشند.
۵۰ نفر عضو هیئت داوران از ۲۹ کشور مختلف وظیفه‌ی انتخاب ۴۲ متن برتر سال و برنده را از میان آ‌ن‌ها برعهده دارند.
هیئت داوران بخش فارسی این جشنواره "محمد قائد، امیرحسن چهلتن و  سرگه بارسقیان" هستند.

## اهداف جایزه
اولین جایزه روزنامه نگاری با محوریت جهانی هدف آن است که الگویی برای انگیزه دادن به روزنامه‌نگاران در سراسر جهان و تقویت آنها در کارشان ایجاد کند. در قرن بیست و یکم ، نقش روزنامه نگاری به عنوان یک نهاد مهم و ضروری برای دموکراسی به طور مداوم و در همه جا مورد آزمایش قرار می‌گیرد: آزادی مطبوعات محدود است ، رسانه‌ها از نظر سیاسی کنترل می‌شوند، از نظر اقتصادی ابزار می‌شوند و از نظر دیجیتالی تقسیم می‌شوند. قیمت این امر زیاد است: در بسیاری از جاها از دست دادن نمایش متکثر و مستقل از وقایع یا تحولات در رسانه‌ها بر شکل گیری نظر آزاد و انتقادی تأثیر می‌گذارد. این امر گزارشگران شجاع را در همه جوامع و کشورها از اهمیت بیشتری برخوردار می‌کند. برای آن‌هاست که جایزه داستان واقعی ایجاد شد.
هدف جایزه داستان واقعی این است که صدای خبرنگاران را فراتر از مرزهای کشور خود شناخته و با این کار تنوع دیدگاه‌های ارائه شده در رسانه‌ها را افزایش دهد. جایزه داستان واقعی توسط یک بنیاد مستقل اعطا می‌شود و از خبرنگاران نویسنده به ۱۲ زبان که از نظر عمق تحقیق ، کیفیت روزنامه‌نگاری و ارتباط اجتماعی خود متمایز شده‌اند ، تقدیر می کند. پنجاه عضو هیئت داوران از ۲۹ کشور ۴۲ متن برتر سال را انتخاب می کنند و سپس یک برنده را بر می‌گزینند. برنده‌ی نهایی ۳۰ هزار فرانک سوئیس به عنوان جایزه دریافت خواهد کرد.

## جزئیات جایزه
جایزه داستان واقعی برای همه روزنامه‌نگاران در هر نقطه از جهان که گزارش کتبی تولید می‌کنند ، آزاد است. آثار را می‌توان به ۱۲ زبان ارسال کرد: انگلیسی، فارسی، عربی، چینی، فرانسوی، آلمانی، هندی، ایتالیایی، ژاپنی، پرتغالی، روسی و اسپانیایی 
آثار نوشته شده به زبان‌های دیگر را هم می توان در دو دسته ارسال کرد: اروپا، جهان
جایزه داستان واقعی به نوعی گزارش اهدا می‌شود که این خصوصیات را نشان دهد: روایتی داستانی از وقایع واقعی ، تحقیق عمیق درباره مکان ، تحقیق دقیق درباره حقایق و غنای زبانی. 
هیئت داوری جنبه‌های زیر را در گزارش‌ها ارزیابی می کند:
تحقیق (عمق ، زمان ، شرایط خاص کشور)؛ کیفیت (کاردستی ، راستی ، ظرافت روایی)؛ تأثیر (ارتباط اجتماعی ، سیاسی و اقتصادی)

## جایزه و مراسم
۴۲ خبرنگار انتخاب‌شده، به مراسم جایزه داستان واقعی در شهر برن (سوئیس) دعوت خواهند شد.
مجموع جوایز ۱۷۷ هزار فرانک سوئیس است که به این شرح تقسیم می‌شود: ۴۲ نامزد هر کدام ۳ هزار فرانک دریافت می کنند. این مبلغ شخصاً در مراسم اهدای جایزه True Story اهدا خواهد شد.
سپس هیئت منصفه اصلی سه متن برتر را از میان ۴۲ نامزد انتخاب خواهد کرد که به شرح زیر پاداش می‌گیرند:
نفر اول: ۳۰ هزار فرانک - نفر دوم: ۲۰ هزار  فرانک - نفر سوم:۱۰ هزار فرانک

## جایزه داستان واقعی ۲۰۱۹
جایزه True Story 2019 به خبرنگار روسی ، شورا برتین تعلق گرفت. جوایز دوم و سوم به مارک آراکس (ایالات متحده) و Du Qiang (چین) تعلق گرفت.
از ایران نیز چهار خبرنگار نامزد دریافت این جایزه شده بودند.

## جایزه داستان واقعی ۲۰۲۰/۲۱
بر اساس اعلام بنیاد جایزه داستان واقعی، ۱۱۷۹ گزارش از ۱۰۱ کشور برای کسب جایزه True Story Award 2020/21 به این بنیاد ارسال شده است.
اسامی نامزدهایی که به مراسم اهدای جوایز دعوت خواهند شد، ۱۱ ژانویه ۲۰۲۱ (۲۲ دی ۱۳۹۹) اعلام می‌شود.
مراسم اهدای جوایز ۴ تا ۶ ژوئن ۲۰۲۱ (۱۴ تا ۱۶ خرداد ۱۴۰۰) در شهر برن سوئیس برگزار می‌شود.

## پایه‌گذاری جایزه
جایزه داستان واقعی بر اساس یک ایده و به ابتکار مجله Reportagen ایجاد شده است. جایزه داستان واقعی توسط بنیاد داستان واقعی و با همکاری نزدیک با جشنواره بین المللی گزارشگری برن سازماندهی و اجرا می شود.